# Józef Łańcucki (nauczyciel)
Józef Łańcucki (ur. 28 listopada 1890 w Sieniawie, zm. wiosną 1940 w Charkowie) – polski nauczyciel, żołnierz legionów polskich, porucznik piechoty rezerwy Wojska Polskiego, ofiara zbrodni katyńskiej.

## Życiorys
Urodził się 28 listopada 1890 roku w Sieniawie, syn Bronisława i Weroniki Michalskiej. Był nauczycielem w szkołach powszechnych w Gniewczynie Łańcuckiej (1912–1913), a także Rozborzu (1913–1914). Podczas I wojny światowej 7 września 1914 roku wstąpił do Legionów Polskich, służył w szeregach 4 pp i 2 pp. Jego bracia Jan i Józef Andrzej, Szczepan również służyli w LP. W 1920 roku walczył w wojnie polsko-bolszewickiej. W latach 1921–1930 był kierownikiem szkoły powszechnej w Jagielle, a w latach 1930–1939 był kierownikiem szkoły powszechnej w Gniewczynie Łańcuckiej. 

We wrześniu 1939 roku walczył w kampanii wrześniowej. Po agresji ZSRR na Polskę w nieznanych okolicznościach dostał się do niewoli sowieckiej i osadzono go w obozie w Starobielsku. Wiosną 1940 roku został zamordowany przez funkcjonariuszy NKWD w Charkowie i pogrzebany potajemnie w bezimiennej mogile zbiorowej w Piatichatkach, gdzie od 17 czerwca 2000 roku mieści się oficjalnie Cmentarz Ofiar Totalitaryzmu w Charkowie. Figuruje na Liście Starobielskiej NKWD, pod poz. 1912.
5 października 2007 minister obrony narodowej Aleksander Szczygło mianował go pośmiertnie na stopień kapitana. Awans został ogłoszony 9 listopada 2007 w Warszawie, w trakcie uroczystości „Katyń Pamiętamy – Uczcijmy Pamięć Bohaterów”.